# Adam Henrique
Adam Henrique, född 6 februari 1990 i Brantford, Ontario, är en kanadensisk professionell ishockeyspelare som spelar för Edmonton Oilers i NHL.
Han har tidigare spelat för Anaheim Ducks och New Jersey Devils, av vilka han blev draftad som 82:e spelare totalt 2008.

## Spelarkarriär

### NHL

#### New Jersey Devils
Den 11 april 2011 gjorde Henrique sin NHL-debut för New Jersey Devils i en match emot Boston Bruins. Henrique gjorde sitt första mål i NHL den 3 november 2011.
På grund av Travis Zajacs skada spelade Henrique sista delen av säsongen 2011–12 och hela Stanley Cup-slutspelet 2012 i Devils första kedja bredvid Zach Parise och Ilja Kovaltjuk.
Den 25 maj 2012 i match 6 i Eastern Conference-finalen mot New York Rangers gjorde Henrique det avgörande målet på övertid vilket innebar att Devils slog ut Rangers med 4-2 i matcher och gick till final mot Los Angeles Kings i Stanley Cup 2012, vilken de förlorade med 2-4 i matcher.

#### Anaheim Ducks
30 november 2017 blev han tradad till Anaheim Ducks tillsammans med Joseph Blandisi och ett draftval i tredje rundan 2019, i utbyte mot Sami Vatanen och ett villkorligt draftval.

### Internationellt
Adam Henrique vann JVM-silver med Kanada 2010.